# Полярна тундра

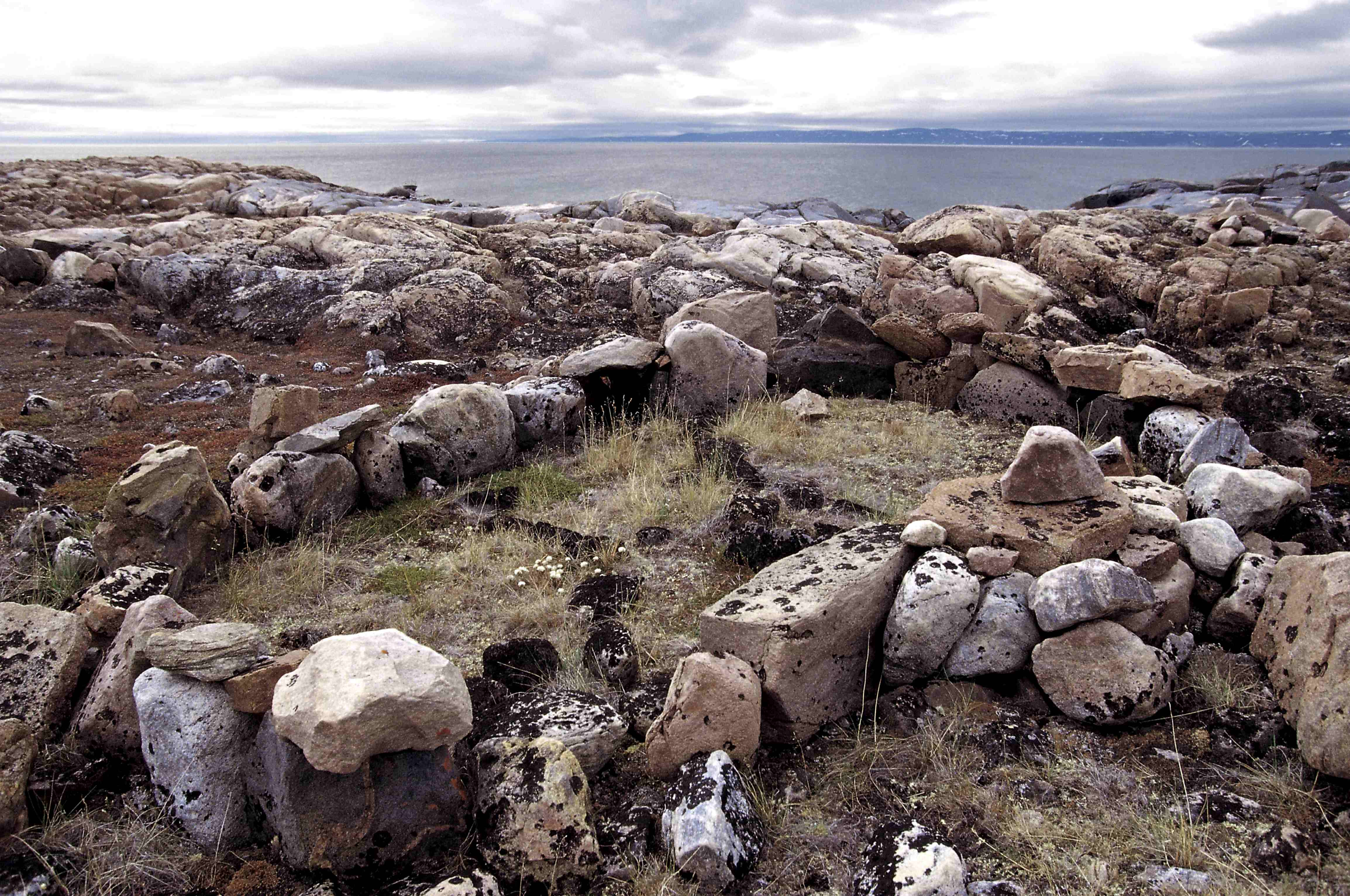

Полярна тундра (англ. Middle Arctic tundra) — екорегіон (WWF ID: NA1115) охоплює велику частину північної Канади — південні острови Арктичного архіпелагу, а також північ материкового Нунавуту і через Гудзонову затоку на сході частину північного Квебеку.

## Розташування та опис
Екорегіон простягається на 2500 км із заходу на схід, через: острів Бенкс, острів Вікторія, острів Кінґ-Вільям, північно-східний Нунавут, а також південь островів Принца Уельського та Баффіна. Більша частина території — низовини (середня висота 176 м).
На півночі екорегіон обмежено заполярною тундрою, на півдні — приполярною тундрою.
На заході підмурівком є палеозойські і мезозойські осадові породи з відносно плоским покривом льодовикових морен і морських відкладень.
На сході підмурівком є докембрійський граніт із більш горбистим рельєфом.
Вічна мерзлота покриває весь терен з глибинами в сотні метрів.
Море більшу частину року покрито паковим льодом.

## Клімат
Клімат екорегіону — полярний (Класифікація кліматів Кеппена ET), у якому щонайменше один місяць має середню температуру, достатню для танення снігу (0 °C), але жодного місяця з середньою температура вище 10 °C.

У цьому екорегіоні середня температура влітку коливається від 0,5 °C на півночі до 4,5 °C на півдні.
Середньорічна кількість опадів невелика, від 100—200 мм/рік.
Сніг покриває землю протягом 10 місяців щороку.

## Флора і фауна
Полярна тундра знаходиться на північ від лінії дерев. 56 % ґрунтового покриву становлять мохи та лишайники, 30 % — низько-трав'яниста рослинність, стійка до холоду і сухого середовища, 1 % — трав'янисті заболочені угіддя, до 1 % — чагарники на заповідних територіях.

Через суворі умови — холод, посушливість, вітер і бідні ґрунти — рослинність мізерна й низькоросла.
Серед флори варто відзначити: Salix arctica, Betula nana, Alnus alnobetula, Saxifraga, Dryas.

Серед ссавців варто відзначити: Rangifer tarandus, Ovibos moschatus, Canis lupus, Alopex lagopus, Ursus maritimus, Lepus arcticus, Lemmus sibiricus, Dicrostonyx groenlandicus
Серед птахів варто відзначити: Chen caerulescens, Branta bernicla, Branta canadensis, Somateria, Clangula hyemalis.

## Заповідники
- Аулавік (національний парк)
- Заповідник мігруючих птахів Іст-Бей[en]
- Ауюйтук (національний парк)
- Територіальний парк-заповідник Катаннілік[en]